# Fernanda Cardoso
Pour les articles homonymes, voir Cardoso.
Fernanda Cardoso, née à São Paulo au Brésil, est une réalisatrice américaine de films et de séries télévisées.

## Filmographie

### Comme réalisatrice
- 2014 : The Profit (série télévisée - 1 épisode)
- 2005-2014 : America's Next Top Model (série télévisée - 182 épisodes)
- 2013 : Making Mr. Right (série) (série télévisée - 8 épisodes)
- 2010 : The Real L Word (série télévisée - 4 épisodes)
- 2010 : Bloomington
- 2008-2009 : Stylista (série télévisée - 8 épisodes)
- 2008 : Blush: The Search for America's Greatest Makeup Artist (série télévisée - 1 épisode)
- 2008 : Mobile Home Disaster (série télévisée - 1 épisode)
- 2007 : The Shot (série télévisée - 1 épisode)
- 2006 : Moochers (téléfilm)
- 2005 : Super Agent (série télévisée)
- 2005 : The Law Firm (série télévisée)
- 2005 : Mobile Home Disaster (téléfilm)
- 2004 : Pat Croce Moving In (série télévisée)
- 2004 : The Amazing Race (série télévisée - 12 épisodes)
- 2004 : The Great Domestic Showdown (téléfilm)
- 2004 : Live Like a Star (série télévisée)
- 2004 : Rest Area (court métrage)
- 2004 : Scammers (téléfilm)
- 2004 : Eye of the Beholder with Serena Yang (documentaire télévisé)
- 2003 : Let's Make a Deal (série télévisée)
- 2003 : The Surreal Life (série télévisée - 7 épisodes)
- 2001 : The 5th Wheel (série télévisée)
- 2000 : Luka (court métrage)
- 2000 : Running Away (court métrage)
- 1999 : Blind Date (série télévisée)
- 1981 : Entertainment Tonight (série télévisée)